# Rosoboronexport

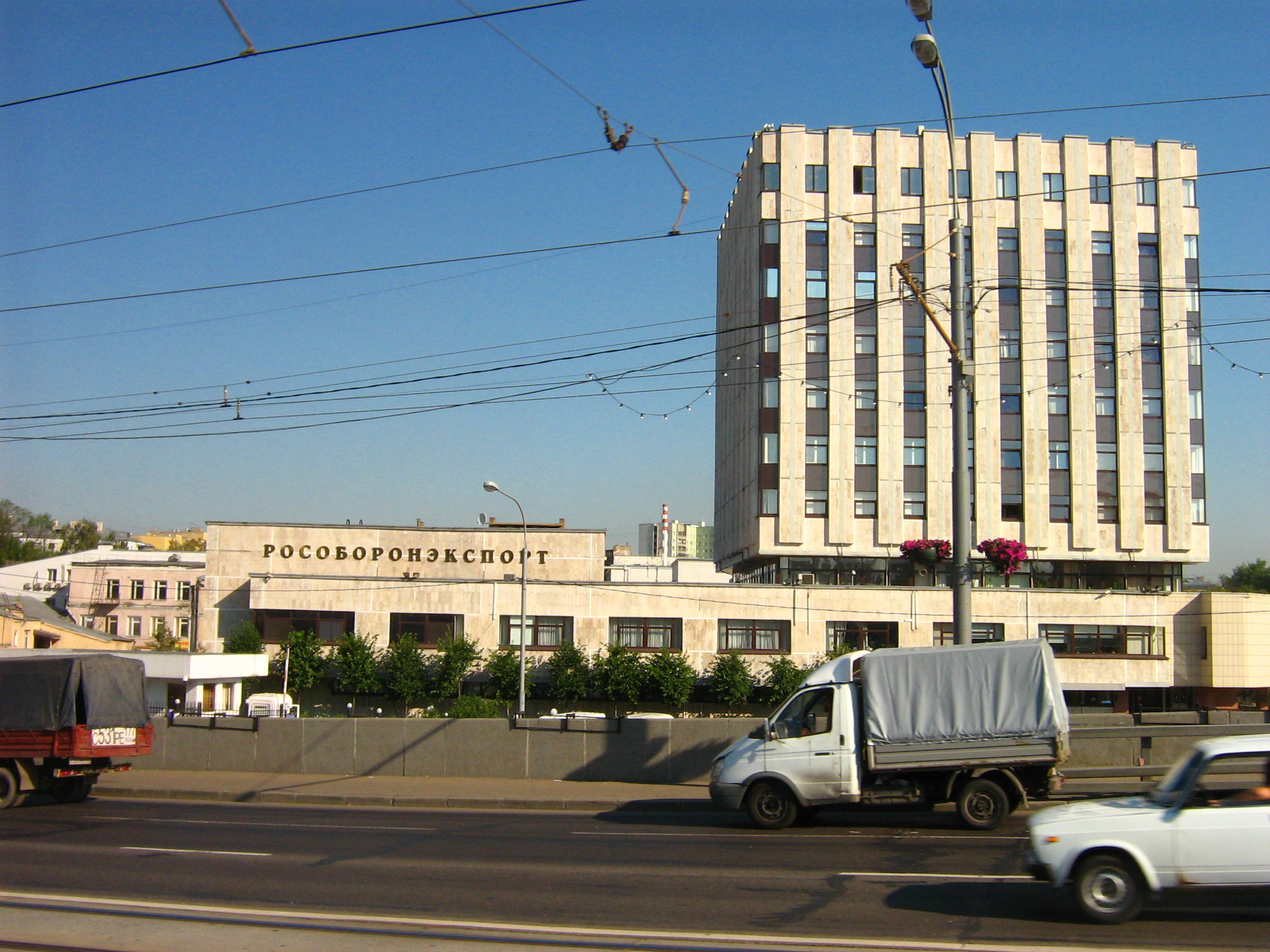
The headquarters of Rosoboronexport at 27, Stromynka, Moscow

RosOboronEksport är Rysslands enda förmedlarföretag inom militärhandeln. Företaget grundades i Sovjetunionen 1956 men kallades då Rosvooruzhenie Statskooperation. På ryska heter den förkortat ФГУП Рособоронэкспорт och lite längre Федеральное государственное унитарное предприятие Рособоронэкспорт. Förkortningen FGUP står för "Federalt Statligt Enhetsföretag". 
Syftet med företaget är att sammanföra exporten av olika delar av rysk militärutrustning och saluföra samt kontrollera försäljningen av dito material. Detta ger den ryska staten stort inflytande över vad som produceras och säljs. Kritik mot detta har varit att det liknar statskapitalism.
RosOboronEksport står för ca 90% av Rysslands årliga vapenhandel. Företaget har ca 1 500 forskningsinstitut och fabriker. Dess högkvarter ligger i Moskva och de har representationskontor i  44 länder. VD är Sergej Tjemezov, född 1952. Han var tidigare representant för företaget "Lutj Foreign Trade Association" i DDR åren 1983-1988. 2006 exporterade Rosobroneksport för 21 miljarder amerikanska dollar framförallt till Kina.
Bushadministrationen vidtog sanktioner mot företaget i augusti 2006 då man ansåg att Rosobroneksport strider mot FN:s ”Iran Nonproliferation Act of 2000”. Det har spekulerats om företaget skall uppgå i ett holdingbolag som kallas "Rysk Teknologi".